# Santa María Ixhuatán
Santa María Ixhuatán è un comune del Guatemala facente parte del dipartimento di Santa Rosa.
L'abitato venne fondato all'epoca della colonizzazione spagnola con il nome di "Todos los Santos Isguatan", mentre il comune venne istituito il 27 gennaio 1875.